# 1763

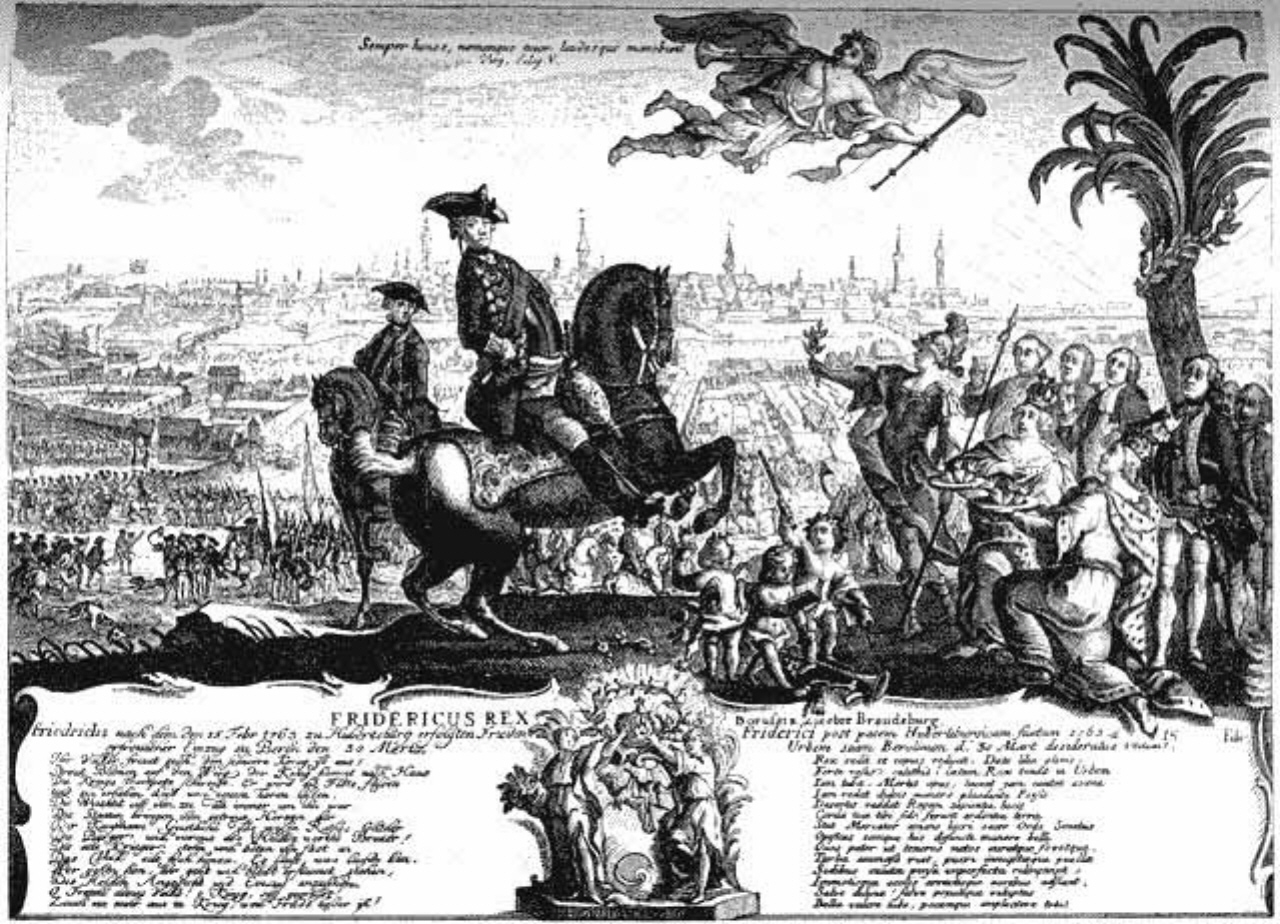
Friedrich II. zieht nach dem Hubertusburger Frieden am 30. März in Berlin ein und wird von seinen Untertanen gefeiert, Radierung, Johann Lorenz Rugendas

Portal Geschichte | Portal Biografien | Aktuelle Ereignisse | Jahreskalender | Tagesartikel

◄ |
17. Jahrhundert |
18. Jahrhundert
| 19. Jahrhundert | ►

◄ |
1730er |
1740er |
1750er |
1760er
| 1770er | 1780er | 1790er | ►

◄◄ |
◄ |
1759 |
1760 |
1761 |
1762 |
1763
| 1764 | 1765 | 1766 | 1767 | ► | ►►
Staatsoberhäupter  · Nekrolog · Kunstjahr · Literaturjahr · Musikjahr
| Januar | Januar | Januar | Januar | Januar | Januar | Januar | Januar |
| Kw     | Mo     | Di     | Mi     | Do     | Fr     | Sa     | So     |
| ------ | ------ | ------ | ------ | ------ | ------ | ------ | ------ |
| 52     |        |        |        |        |        | 1      | 2      |
| 1      | 3      | 4      | 5      | 6      | 7      | 8      | 9      |
| 2      | 10     | 11     | 12     | 13     | 14     | 15     | 16     |
| 3      | 17     | 18     | 19     | 20     | 21     | 22     | 23     |
| 4      | 24     | 25     | 26     | 27     | 28     | 29     | 30     |
| 5      | 31     |        |        |        |        |        |        |

| Februar | Februar | Februar | Februar | Februar | Februar | Februar | Februar |
| Kw      | Mo      | Di      | Mi      | Do      | Fr      | Sa      | So      |
| ------- | ------- | ------- | ------- | ------- | ------- | ------- | ------- |
| 5       |         | 1       | 2       | 3       | 4       | 5       | 6       |
| 6       | 7       | 8       | 9       | 10      | 11      | 12      | 13      |
| 7       | 14      | 15      | 16      | 17      | 18      | 19      | 20      |
| 8       | 21      | 22      | 23      | 24      | 25      | 26      | 27      |
| 9       | 28      |         |         |         |         |         |         |

| März | März | März | März | März | März | März | März |
| Kw   | Mo   | Di   | Mi   | Do   | Fr   | Sa   | So   |
| ---- | ---- | ---- | ---- | ---- | ---- | ---- | ---- |
| 9    |      | 1    | 2    | 3    | 4    | 5    | 6    |
| 10   | 7    | 8    | 9    | 10   | 11   | 12   | 13   |
| 11   | 14   | 15   | 16   | 17   | 18   | 19   | 20   |
| 12   | 21   | 22   | 23   | 24   | 25   | 26   | 27   |
| 13   | 28   | 29   | 30   | 31   |      |      |      |

| April | April | April | April | April | April | April | April |
| Kw    | Mo    | Di    | Mi    | Do    | Fr    | Sa    | So    |
| ----- | ----- | ----- | ----- | ----- | ----- | ----- | ----- |
| 13    |       |       |       |       | 1     | 2     | 3     |
| 14    | 4     | 5     | 6     | 7     | 8     | 9     | 10    |
| 15    | 11    | 12    | 13    | 14    | 15    | 16    | 17    |
| 16    | 18    | 19    | 20    | 21    | 22    | 23    | 24    |
| 17    | 25    | 26    | 27    | 28    | 29    | 30    |       |

| Mai | Mai | Mai | Mai | Mai | Mai | Mai | Mai |
| Kw  | Mo  | Di  | Mi  | Do  | Fr  | Sa  | So  |
| --- | --- | --- | --- | --- | --- | --- | --- |
| 17  |     |     |     |     |     |     | 1   |
| 18  | 2   | 3   | 4   | 5   | 6   | 7   | 8   |
| 19  | 9   | 10  | 11  | 12  | 13  | 14  | 15  |
| 20  | 16  | 17  | 18  | 19  | 20  | 21  | 22  |
| 21  | 23  | 24  | 25  | 26  | 27  | 28  | 29  |
| 22  | 30  | 31  |     |     |     |     |     |

| Juni | Juni | Juni | Juni | Juni | Juni | Juni | Juni |
| Kw   | Mo   | Di   | Mi   | Do   | Fr   | Sa   | So   |
| ---- | ---- | ---- | ---- | ---- | ---- | ---- | ---- |
| 22   |      |      | 1    | 2    | 3    | 4    | 5    |
| 23   | 6    | 7    | 8    | 9    | 10   | 11   | 12   |
| 24   | 13   | 14   | 15   | 16   | 17   | 18   | 19   |
| 25   | 20   | 21   | 22   | 23   | 24   | 25   | 26   |
| 26   | 27   | 28   | 29   | 30   |      |      |      |

| Juli | Juli | Juli | Juli | Juli | Juli | Juli | Juli |
| Kw   | Mo   | Di   | Mi   | Do   | Fr   | Sa   | So   |
| ---- | ---- | ---- | ---- | ---- | ---- | ---- | ---- |
| 26   |      |      |      |      | 1    | 2    | 3    |
| 27   | 4    | 5    | 6    | 7    | 8    | 9    | 10   |
| 28   | 11   | 12   | 13   | 14   | 15   | 16   | 17   |
| 29   | 18   | 19   | 20   | 21   | 22   | 23   | 24   |
| 30   | 25   | 26   | 27   | 28   | 29   | 30   | 31   |

| August | August | August | August | August | August | August | August |
| Kw     | Mo     | Di     | Mi     | Do     | Fr     | Sa     | So     |
| ------ | ------ | ------ | ------ | ------ | ------ | ------ | ------ |
| 31     | 1      | 2      | 3      | 4      | 5      | 6      | 7      |
| 32     | 8      | 9      | 10     | 11     | 12     | 13     | 14     |
| 33     | 15     | 16     | 17     | 18     | 19     | 20     | 21     |
| 34     | 22     | 23     | 24     | 25     | 26     | 27     | 28     |
| 35     | 29     | 30     | 31     |        |        |        |        |

| September | September | September | September | September | September | September | September |
| Kw        | Mo        | Di        | Mi        | Do        | Fr        | Sa        | So        |
| --------- | --------- | --------- | --------- | --------- | --------- | --------- | --------- |
| 35        |           |           |           | 1         | 2         | 3         | 4         |
| 36        | 5         | 6         | 7         | 8         | 9         | 10        | 11        |
| 37        | 12        | 13        | 14        | 15        | 16        | 17        | 18        |
| 38        | 19        | 20        | 21        | 22        | 23        | 24        | 25        |
| 39        | 26        | 27        | 28        | 29        | 30        |           |           |

| Oktober | Oktober | Oktober | Oktober | Oktober | Oktober | Oktober | Oktober |
| Kw      | Mo      | Di      | Mi      | Do      | Fr      | Sa      | So      |
| ------- | ------- | ------- | ------- | ------- | ------- | ------- | ------- |
| 39      |         |         |         |         |         | 1       | 2       |
| 40      | 3       | 4       | 5       | 6       | 7       | 8       | 9       |
| 41      | 10      | 11      | 12      | 13      | 14      | 15      | 16      |
| 42      | 17      | 18      | 19      | 20      | 21      | 22      | 23      |
| 43      | 24      | 25      | 26      | 27      | 28      | 29      | 30      |
| 44      | 31      |         |         |         |         |         |         |

| November | November | November | November | November | November | November | November |
| Kw       | Mo       | Di       | Mi       | Do       | Fr       | Sa       | So       |
| -------- | -------- | -------- | -------- | -------- | -------- | -------- | -------- |
| 44       |          | 1        | 2        | 3        | 4        | 5        | 6        |
| 45       | 7        | 8        | 9        | 10       | 11       | 12       | 13       |
| 46       | 14       | 15       | 16       | 17       | 18       | 19       | 20       |
| 47       | 21       | 22       | 23       | 24       | 25       | 26       | 27       |
| 48       | 28       | 29       | 30       |          |          |          |          |

| Dezember | Dezember | Dezember | Dezember | Dezember | Dezember | Dezember | Dezember |
| Kw       | Mo       | Di       | Mi       | Do       | Fr       | Sa       | So       |
| -------- | -------- | -------- | -------- | -------- | -------- | -------- | -------- |
| 48       |          |          |          | 1        | 2        | 3        | 4        |
| 49       | 5        | 6        | 7        | 8        | 9        | 10       | 11       |
| 50       | 12       | 13       | 14       | 15       | 16       | 17       | 18       |
| 51       | 19       | 20       | 21       | 22       | 23       | 24       | 25       |
| 52       | 26       | 27       | 28       | 29       | 30       | 31       |          |

| Januar | Januar | Januar | Januar | Januar | Januar | Januar | Januar |
| Kw     | Mo     | Di     | Mi     | Do     | Fr     | Sa     | So     |
| ------ | ------ | ------ | ------ | ------ | ------ | ------ | ------ |
| 52     |        |        |        |        |        | 1      | 2      |
| 1      | 3      | 4      | 5      | 6      | 7      | 8      | 9      |
| 2      | 10     | 11     | 12     | 13     | 14     | 15     | 16     |
| 3      | 17     | 18     | 19     | 20     | 21     | 22     | 23     |
| 4      | 24     | 25     | 26     | 27     | 28     | 29     | 30     |
| 5      | 31     |        |        |        |        |        |        |

| Februar | Februar | Februar | Februar | Februar | Februar | Februar | Februar |
| Kw      | Mo      | Di      | Mi      | Do      | Fr      | Sa      | So      |
| ------- | ------- | ------- | ------- | ------- | ------- | ------- | ------- |
| 5       |         | 1       | 2       | 3       | 4       | 5       | 6       |
| 6       | 7       | 8       | 9       | 10      | 11      | 12      | 13      |
| 7       | 14      | 15      | 16      | 17      | 18      | 19      | 20      |
| 8       | 21      | 22      | 23      | 24      | 25      | 26      | 27      |
| 9       | 28      |         |         |         |         |         |         |

| März | März | März | März | März | März | März | März |
| Kw   | Mo   | Di   | Mi   | Do   | Fr   | Sa   | So   |
| ---- | ---- | ---- | ---- | ---- | ---- | ---- | ---- |
| 9    |      | 1    | 2    | 3    | 4    | 5    | 6    |
| 10   | 7    | 8    | 9    | 10   | 11   | 12   | 13   |
| 11   | 14   | 15   | 16   | 17   | 18   | 19   | 20   |
| 12   | 21   | 22   | 23   | 24   | 25   | 26   | 27   |
| 13   | 28   | 29   | 30   | 31   |      |      |      |

| April | April | April | April | April | April | April | April |
| Kw    | Mo    | Di    | Mi    | Do    | Fr    | Sa    | So    |
| ----- | ----- | ----- | ----- | ----- | ----- | ----- | ----- |
| 13    |       |       |       |       | 1     | 2     | 3     |
| 14    | 4     | 5     | 6     | 7     | 8     | 9     | 10    |
| 15    | 11    | 12    | 13    | 14    | 15    | 16    | 17    |
| 16    | 18    | 19    | 20    | 21    | 22    | 23    | 24    |
| 17    | 25    | 26    | 27    | 28    | 29    | 30    |       |

| Mai | Mai | Mai | Mai | Mai | Mai | Mai | Mai |
| Kw  | Mo  | Di  | Mi  | Do  | Fr  | Sa  | So  |
| --- | --- | --- | --- | --- | --- | --- | --- |
| 17  |     |     |     |     |     |     | 1   |
| 18  | 2   | 3   | 4   | 5   | 6   | 7   | 8   |
| 19  | 9   | 10  | 11  | 12  | 13  | 14  | 15  |
| 20  | 16  | 17  | 18  | 19  | 20  | 21  | 22  |
| 21  | 23  | 24  | 25  | 26  | 27  | 28  | 29  |
| 22  | 30  | 31  |     |     |     |     |     |

| Juni | Juni | Juni | Juni | Juni | Juni | Juni | Juni |
| Kw   | Mo   | Di   | Mi   | Do   | Fr   | Sa   | So   |
| ---- | ---- | ---- | ---- | ---- | ---- | ---- | ---- |
| 22   |      |      | 1    | 2    | 3    | 4    | 5    |
| 23   | 6    | 7    | 8    | 9    | 10   | 11   | 12   |
| 24   | 13   | 14   | 15   | 16   | 17   | 18   | 19   |
| 25   | 20   | 21   | 22   | 23   | 24   | 25   | 26   |
| 26   | 27   | 28   | 29   | 30   |      |      |      |

| Juli | Juli | Juli | Juli | Juli | Juli | Juli | Juli |
| Kw   | Mo   | Di   | Mi   | Do   | Fr   | Sa   | So   |
| ---- | ---- | ---- | ---- | ---- | ---- | ---- | ---- |
| 26   |      |      |      |      | 1    | 2    | 3    |
| 27   | 4    | 5    | 6    | 7    | 8    | 9    | 10   |
| 28   | 11   | 12   | 13   | 14   | 15   | 16   | 17   |
| 29   | 18   | 19   | 20   | 21   | 22   | 23   | 24   |
| 30   | 25   | 26   | 27   | 28   | 29   | 30   | 31   |

| August | August | August | August | August | August | August | August |
| Kw     | Mo     | Di     | Mi     | Do     | Fr     | Sa     | So     |
| ------ | ------ | ------ | ------ | ------ | ------ | ------ | ------ |
| 31     | 1      | 2      | 3      | 4      | 5      | 6      | 7      |
| 32     | 8      | 9      | 10     | 11     | 12     | 13     | 14     |
| 33     | 15     | 16     | 17     | 18     | 19     | 20     | 21     |
| 34     | 22     | 23     | 24     | 25     | 26     | 27     | 28     |
| 35     | 29     | 30     | 31     |        |        |        |        |

| September | September | September | September | September | September | September | September |
| Kw        | Mo        | Di        | Mi        | Do        | Fr        | Sa        | So        |
| --------- | --------- | --------- | --------- | --------- | --------- | --------- | --------- |
| 35        |           |           |           | 1         | 2         | 3         | 4         |
| 36        | 5         | 6         | 7         | 8         | 9         | 10        | 11        |
| 37        | 12        | 13        | 14        | 15        | 16        | 17        | 18        |
| 38        | 19        | 20        | 21        | 22        | 23        | 24        | 25        |
| 39        | 26        | 27        | 28        | 29        | 30        |           |           |

| Oktober | Oktober | Oktober | Oktober | Oktober | Oktober | Oktober | Oktober |
| Kw      | Mo      | Di      | Mi      | Do      | Fr      | Sa      | So      |
| ------- | ------- | ------- | ------- | ------- | ------- | ------- | ------- |
| 39      |         |         |         |         |         | 1       | 2       |
| 40      | 3       | 4       | 5       | 6       | 7       | 8       | 9       |
| 41      | 10      | 11      | 12      | 13      | 14      | 15      | 16      |
| 42      | 17      | 18      | 19      | 20      | 21      | 22      | 23      |
| 43      | 24      | 25      | 26      | 27      | 28      | 29      | 30      |
| 44      | 31      |         |         |         |         |         |         |

| November | November | November | November | November | November | November | November |
| Kw       | Mo       | Di       | Mi       | Do       | Fr       | Sa       | So       |
| -------- | -------- | -------- | -------- | -------- | -------- | -------- | -------- |
| 44       |          | 1        | 2        | 3        | 4        | 5        | 6        |
| 45       | 7        | 8        | 9        | 10       | 11       | 12       | 13       |
| 46       | 14       | 15       | 16       | 17       | 18       | 19       | 20       |
| 47       | 21       | 22       | 23       | 24       | 25       | 26       | 27       |
| 48       | 28       | 29       | 30       |          |          |          |          |

| Dezember | Dezember | Dezember | Dezember | Dezember | Dezember | Dezember | Dezember |
| Kw       | Mo       | Di       | Mi       | Do       | Fr       | Sa       | So       |
| -------- | -------- | -------- | -------- | -------- | -------- | -------- | -------- |
| 48       |          |          |          | 1        | 2        | 3        | 4        |
| 49       | 5        | 6        | 7        | 8        | 9        | 10       | 11       |
| 50       | 12       | 13       | 14       | 15       | 16       | 17       | 18       |
| 51       | 19       | 20       | 21       | 22       | 23       | 24       | 25       |
| 52       | 26       | 27       | 28       | 29       | 30       | 31       |          |

Im Jahr 1763 endet mit dem Pariser Frieden und dem Frieden von Hubertusburg der Siebenjährige Krieg. Großer Verlierer dieses Krieges ist Frankreich, das beinahe alle seine bisherigen Kolonien, insbesondere Neufrankreich in Nordamerika, verliert. Für Friedrich den Großen wird der Friedensschluss hingegen zu einem Triumph, mit dem Preußen sich als neue Großmacht in Europa etabliert.
Das Königreich Großbritannien, das ebenfalls zu den Gewinnern des Krieges zählt, bekommt allerdings schnell Probleme in den von Frankreich übernommenen nordamerikanischen Kolonien. Unter dem Häuptling Pontiac bricht dort ein Aufstand aus, der das neue Kolonialreich an den Rand einer Niederlage bringt. Der britische König George III. versucht zwar, mit einer Siedlungsbeschränkung den Frieden mit den Indianern wiederherzustellen, die Königliche Proklamation von 1763 wird von den englischen Siedlern aber weitgehend ignoriert.
Im Osten Europas endet mit dem Tod von August III. die Personalunion Sachsen-Polen. Während in Polen-Litauen bis zur Wahl eines neuen Königs ein Interrex eingesetzt wird, folgt im Kurfürstentum Sachsen Augusts Sohn Friedrich Christian auf den Thron, der das von Thomas von Fritsch entwickelte Rétablissement des vom Krieg verwüsteten Staates vorantreibt.

## Ereignisse

### Politik und Weltgeschehen

#### Siebenjähriger Krieg

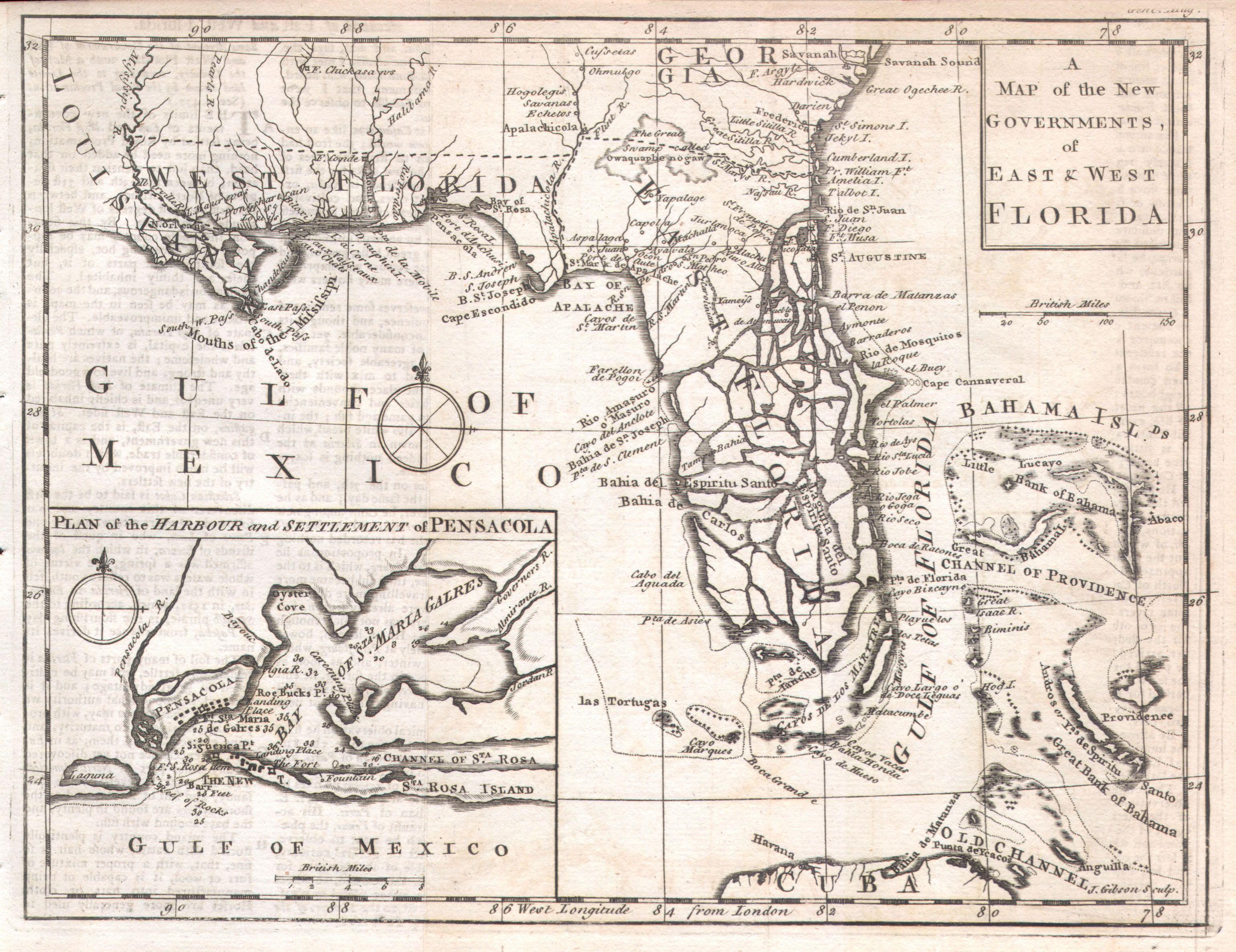
Karte aus dem Jahr 1763, die die neuerworbenen britischen Kolonien in Florida zeigt

Großbritannien/Portugal und Frankreich/Spanien unterzeichnen am 10. Februar den Pariser Frieden und beenden ihre Kriegshandlungen während des Siebenjährigen Krieges. Der Friedensvertrag spricht Großbritannien das bis dahin spanische Florida zu, das in die Kolonien Ost- und Westflorida geteilt wird. Spanien erhält dafür die Herrschaft über das nach der Belagerung von Havanna britisch kontrollierte Kuba zurück und beginnt am 4. November dort auf Anweisung von König Carlos III. mit dem Bau der Festungsanlage San Carlos de La Cabaña. Dabei werden 4.000 von der Halbinsel Yucatán verschleppte mexikanische Sklaven als Bauarbeiter eingesetzt.
Frankreich muss Kanada sowie die Gebiete östlich des Mississippi und um die Großen Seen an die britische Krone abtreten. Darüber hinaus muss es Spanien mit seinen westlich des Mississippi gelegenen Gebieten (Louisiana) für den Verlust Floridas entschädigen. Frankreich verliert außerdem sein afrikanische Kolonie Senegambia und seine indischen Besitzungen mit Ausnahme einiger Handelsstützpunkte, unter anderem Pondicherry und Karikal.

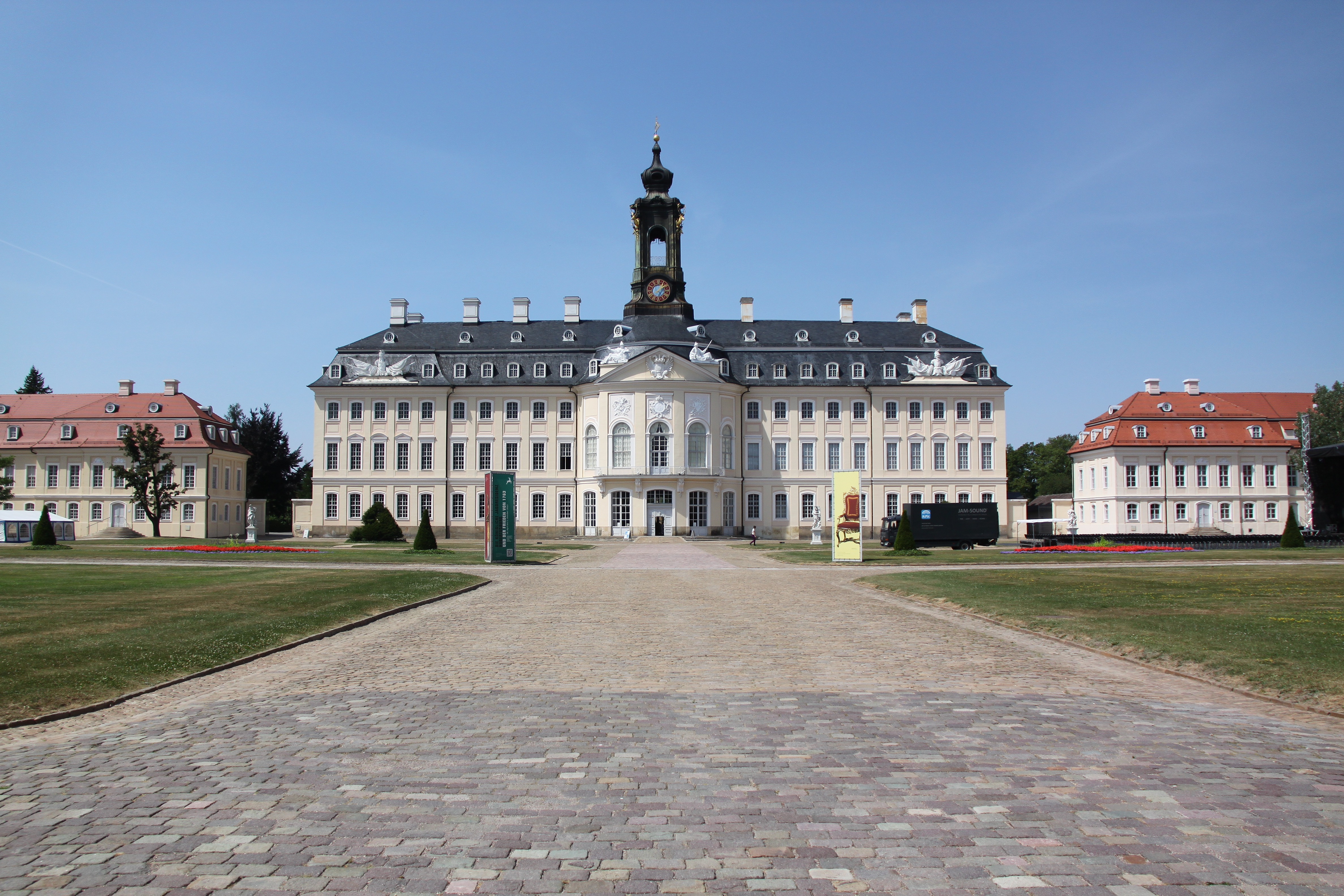
Schloss Hubertusburg in Sachsen,
der Ort des Friedensschlusses

Am 15. Februar unterzeichnen Preußen, Kursachsen und Österreich den Frieden von Hubertusburg, womit der Siebenjährige Krieg endgültig beendet ist. Der Friedensschluss besteht aus zwei Friedensverträgen: Im Vertrag zwischen Preußen und Österreich verzichtet Maria Theresia für sich und ihre Erben entschädigungslos auf alle Gebietsansprüche gegenüber Preußen für die nach dem Ersten Schlesischen Krieg abgetretenen Gebiete. Der Besitz Schlesiens und der Grafschaft Glatz wird Preußen damit endgültig bestätigt. Friedrich II. seinerseits verpflichtet sich, auf Entschädigungen für Verluste während des Krieges zu verzichten. Außerdem verpflichtet er sich in einem geheimen Zusatzabkommen, Maria Theresias Sohn Joseph seine brandenburgische Kurstimme für die bevorstehende Königswahl zu geben. Im zweiten Vertrag zwischen Preußen und Kursachsen wird der status quo vor dem Krieg wiederhergestellt.

#### Großbritannien
- April: John Stuart, 3. Earl of Bute, tritt als Premierminister des Vereinigten Königreichs zurück. Sein Nachfolger wird George Grenville.
- 23. April: In einer Ausgabe des North Briton bezeichnet der Abgeordnete John Wilkes die Rede von König George III. anlässlich der Parlamentseröffnung als „Lüge“. Kurz darauf wird ein Blankohaftbefehl auf ihn und die Herausgeber der Zeitung ausgestellt. Die politische Affäre wird sich über viele Jahre hinausziehen.

#### Sachsen / Polen

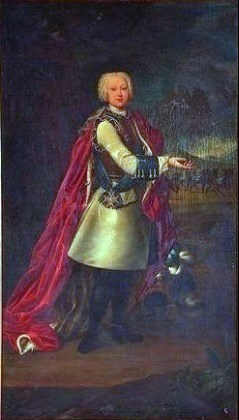
Friedrich Christian als Kurfürst

Mit dem Tode des polnischen Königs August III., der als Friedrich August II. auch Kurfürst von Sachsen war, erlischt am 5. Oktober die Personalunion Sachsen-Polen. Für Polen-Litauen wird bis zur Wahl eines neuen Königs Primas Władysław Aleksander Łubieński als Interrex eingesetzt. Augusts Sohn Friedrich Christian wird Kurfürst von Sachsen. Zu seinen ersten Handlungen zählt die Entlassung des umstrittenen Premierministers Heinrich von Brühl.
Die seit dem Vorjahr tagende Restaurierungskommission unter Thomas von Fritsch legt am 19. November ihren Abschlussbericht vor, mit einem Plan, wie die zerrütteten Staatsfinanzen Kursachsens neu geordnet und dem vom Krieg verwüsteten und geplünderten Land durch wirtschaftlichen Wiederaufbau neue Impulse gegeben werden sollen. Das so genannte Rétablissement wird in den nächsten Jahren konsequent und erfolgreich umgesetzt.

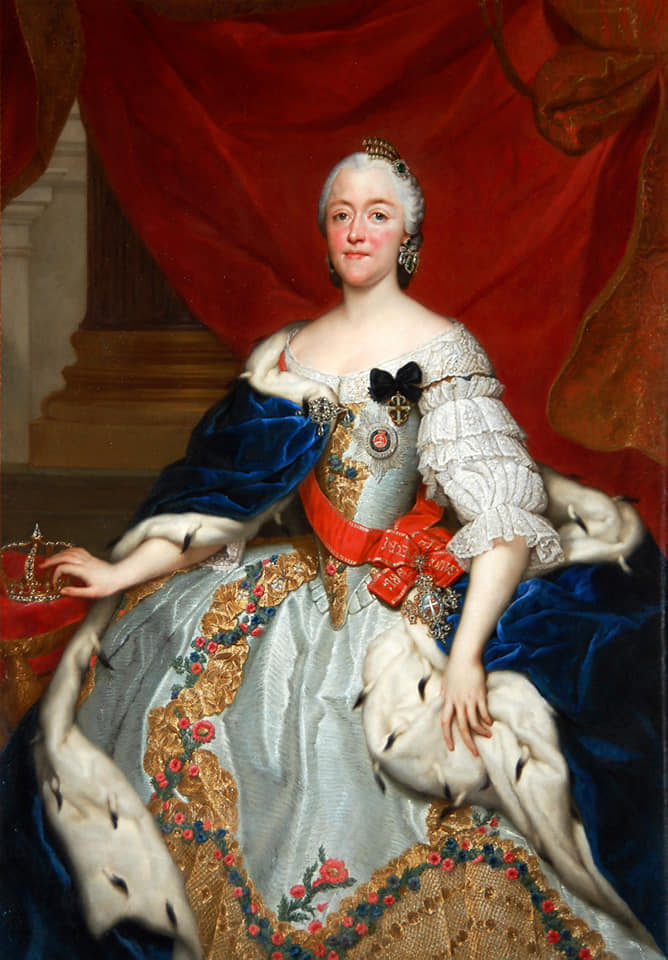
Maria Antonia, Kurfürstin von Sachsen

Nach nur 74 Regierungstagen stirbt Friedrich Christian jedoch schon am 17. Dezember an den Pocken. Nachfolger als sächsischer Kurfürst wird sein minderjähriger Sohn Friedrich August III. unter der Vormundschaft seiner Mutter Maria Antonia von Bayern als Regentin und seines Onkels Franz Xaver als Kur-Administrator. Sie führen das Rétablissement seines Vorgängers fort.

#### Russland
- 22. Juli: Russlands Kaiserin Katharina II. erlässt ein Einladungsmanifest für ausländische Siedler, mit dem diesen Religionsfreiheit, Befreiung vom Militärdienst, Selbstverwaltung auf lokaler Ebene mit Deutsch als Sprache, finanzielle Starthilfe und 30 Jahre Steuerfreiheit in Aussicht gestellt wird.
- Katharina II. von Russland lässt im Kaukasus die Festung Mosdok errichten, die erste Befestigungsanlage der späteren Kaukasischen Linie.

#### Weitere Ereignisse in Europa

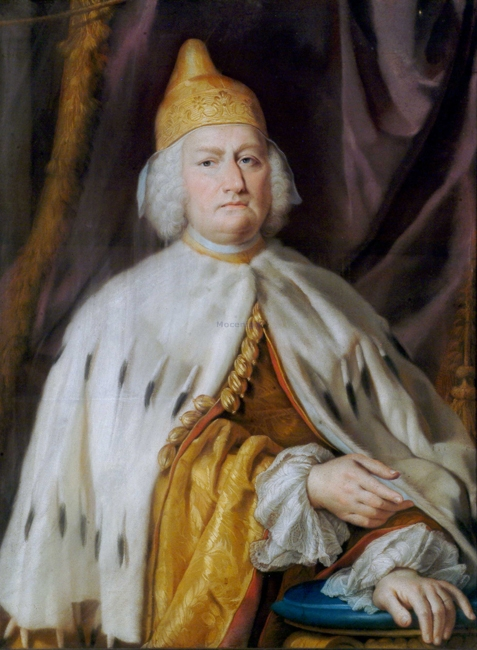
Alvise Mocenigo IV.

- 19. April: Nach dem Tod von Marco Foscarini am 31. März wird Alvise Mocenigo IV. im ersten Wahlgang einstimmig zum neuen Dogen von Venedig gewählt. Während seiner Regierungszeit setzt sich der rasante Niedergang der Republik, ihr Machtverlust innerhalb der europäischen Mächte und die Stagnation ihrer Wirtschaft fort.

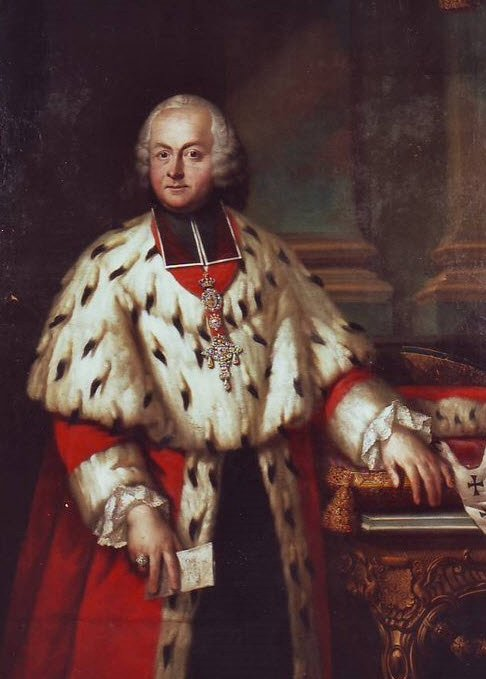
Emmerich Joseph von Breidbach zu Bürresheim

- 5. Juli: Emmerich Joseph von Breidbach zu Bürresheim wird Erzbischof von Mainz und damit gleichzeitig Kurfürst. Er folgt dem am 4. Juni verstorbenen Johann Friedrich Karl von Ostein.
- Nachdem er mehrfach darum gebeten hat, erhält Ricardo Wall von König Karl III. die Entlassung als spanischer Staatsminister. Sein Nachfolger wird Jerónimo Grimaldi.
- Wegen angeblicher Unregelmäßigkeiten in seiner Amtsführung als Säckelmeister wird Jost Niklaus Joachim Schumacher auf Betreiben des Joseph Rudolf Valentin Meyer, der eine Privatfehde gegen die Familie Schumacher führt, seiner Ehren und Ämter für verlustig erklärt und muss Luzern verlassen. Sein Verwandter Franz Plazid Schumacher muss mit seiner Familie ebenfalls die Stadt verlassen. Als Josts Sohn Lorenz Plazid Schumacher, der sich in Wien aufhält, von der Verbannung seines Vaters erfährt, kehrt er entgegen dem Rat seines Vaters aufgebracht nach Luzern zurück.

#### Asien
- Frühjahr: Unter dem Eindruck der Britischen Invasion auf den Philippinen und des darauf folgenden Palaris-Aufstands führt Diego Silang aus dem Volk der Ilokano eine weitere Revolte gegen die Spanischen Kolonialherren. Er wird allerdings am 28. Mai in seinem eigenen Haus von einem Freund erschossen. Seine Frau Gabriela Silang führt die Revolution fort, wird jedoch am 20. September bei einem Überfall auf ein spanisches Armeelager gefangen genommen und noch am gleichen Tag gehängt.
- 29. November: Hsinbyushin wird nach dem Tod seines Bruders Naungdawkyi Herrscher im birmanischen Königreich Ava. Der König aus der Konbaung-Dynastie residiert vorläufig noch in der Hauptstadt Sagaing.

#### Britische Kolonien in Nordamerika

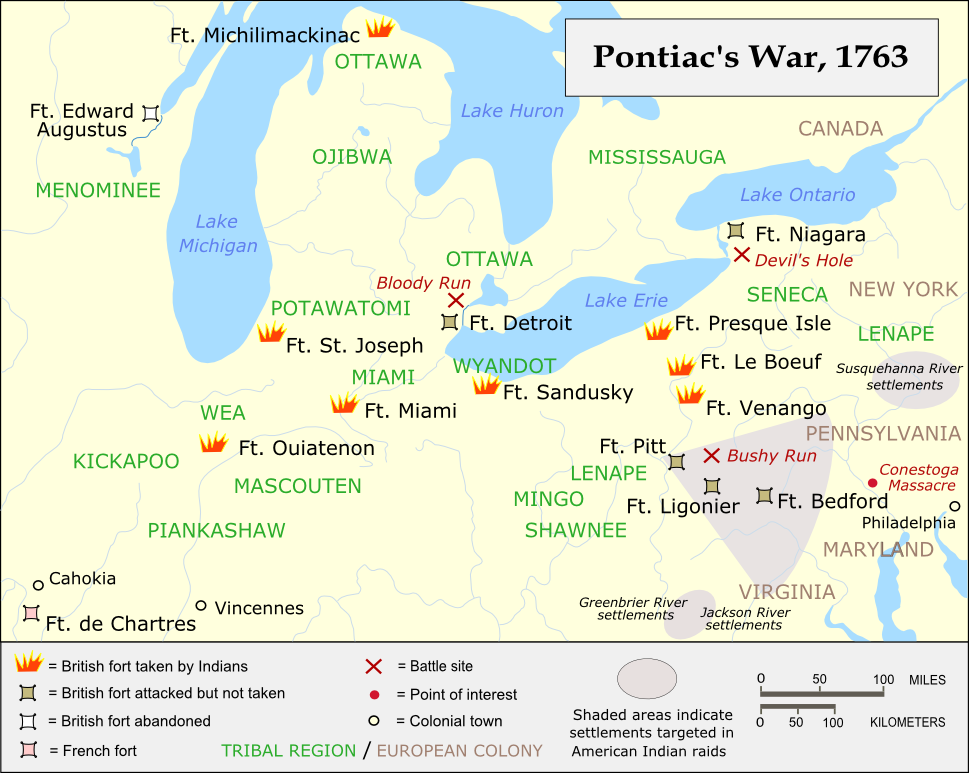
Karte der Kampfhandlungen während des Pontiac-Aufstandes

- 27. April: Pontiac, Kriegshäuptling der Ottawa, fordert mehrere Indianerstämme der Algonkin zum Kampf gegen die Briten auf, nachdem diese im Anschluss an den Siebenjährigen Krieg begonnen haben, systematisch Siedlungen und Befestigungen in ihrem Gebiet anzulegen. Die Indianer erhalten vage Unterstützungszusagen von französischen Jägern und Händlern.

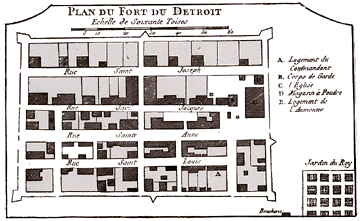
Lageplan von Fort Detroit 1763

- 7. Mai: Mit einem Angriff auf Fort Detroit beginnt der Pontiac-Aufstand, eine große Revolte der Indianer gegen die britische Kolonialherrschaft. Weder Fort Detroit noch Fort Pitt können erobert werden. Erfolg haben die Indianer hingegen unter anderem bei Fort Sandusky (Ohio) (erobert am 16. Mai), Fort St. Joseph (Michigan) (25. Mai), Fort Miami (heute Fort Wayne, Indiana) (27. Mai), Fort Michilimackinac (Michigan) (4. Juni), Fort Ouiatanon (nahe Lafayette, Indiana) (1. Juli), Fort Presque Isle (heute Erie, Pennsylvania) (16. Juni) und Fort Le Boeuf (heute Waterford, Pennsylvania), das am 19. Juni überrascht wird. Angehörige der Seneca, die als einzige aus dem Volk der Irokesen am Aufstand teilnehmen, erobern Fort Venango (Pennsylvania) und brennen es nieder.
- Mai/Juni: Auf Vorschlag von General Jeffrey Amherst verwenden die Briten mit Pockenerregern verseuchte Decken, um die Indianer durch eine Seuche zu dezimieren. Es handelt sich um einen der ersten dokumentierten Versuche biologischer Kriegführung, der allerdings ohne nennenswerten Erfolg bleibt.
- 7. Oktober: Die Königliche Proklamation von 1763 beschränkt das Siedlungsgebiet in den von Frankreich nach dem gewonnenen Franzosen- und Indianerkrieg übernommenen britischen Kolonien in Nordamerika. Die Proklamation wird von den britischen Siedlern weitgehend ignoriert.
- 12. Oktober: Potawatomi, Anishinabe und Wyandot schließen mit den Briten Frieden.
- 30. Oktober: Pontiac bricht die Belagerung von Fort Detroit ab.

#### Südamerikanische Kolonien

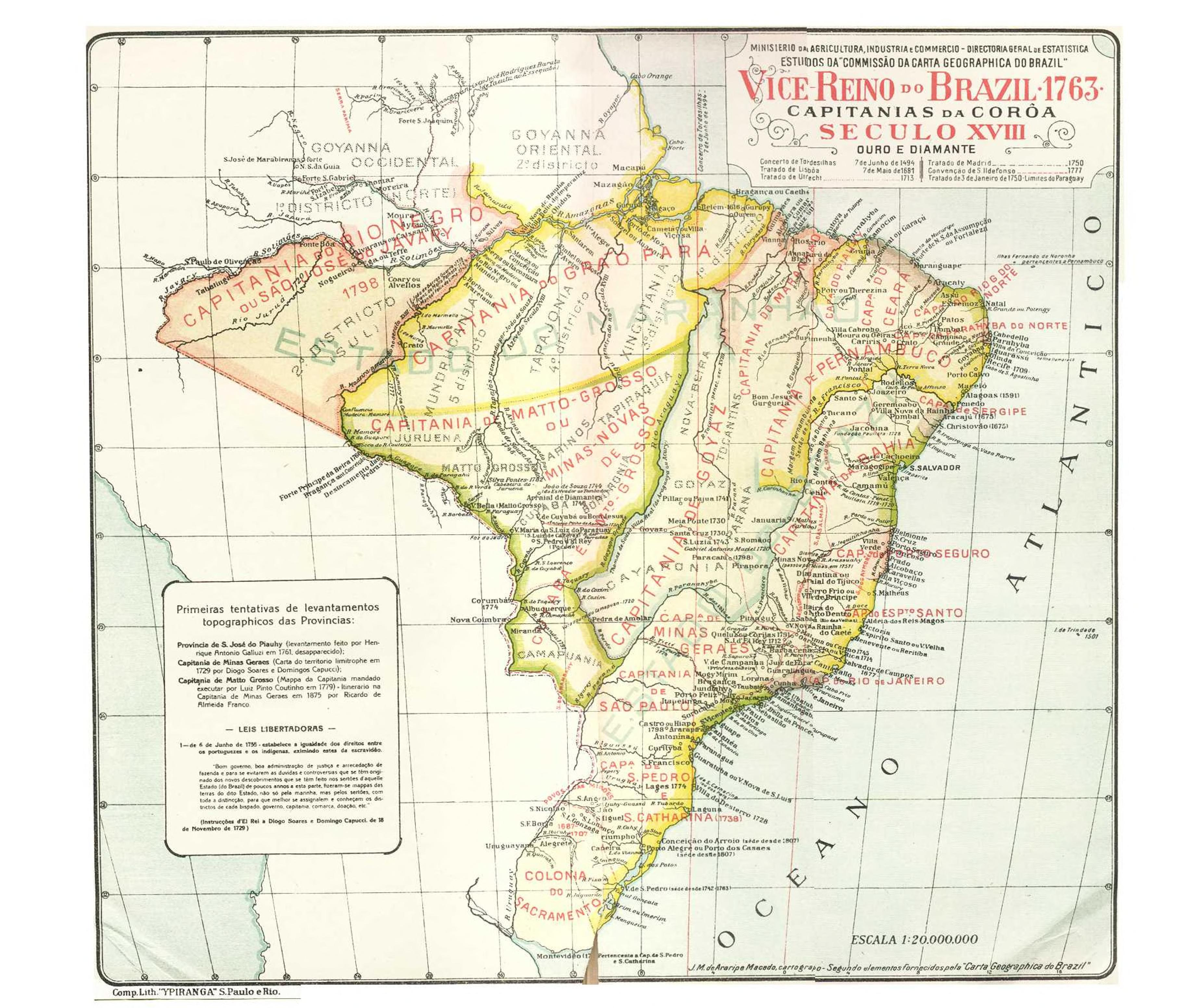
Brasilien 1763

- 27. Januar: Rio de Janeiro löst Salvador da Bahia als Hauptstadt des portugiesischen Vizekönigreichs Brasilien ab.
- 23. Februar: Unter der Führung von Cuffy beginnt in der zu Niederländisch-Guayana gehörenden und im Eigentum der Niederländischen Westindien-Kompanie befindlichen Kolonie Berbice (heute Teil von Guyana) ein Sklavenaufstand.
- 13. Mai: Nach einer Niederlage der Sklaven in einer Schlacht gegen die niederländischen Kolonialherren kommt es zu internen Kämpfen in der Sklavenarmee. Cuffy unterliegt dabei seinem bisherigen Stellvertreter Akara und begeht Selbstmord. Der Sklavenaufstand wird im Dezember von Gouverneur van Hogenheim niedergeschlagen.

### Wirtschaft
- 2. März: Das von Georg Christoph Mohr und Jakob Maximilian Stirn herausgegebene Intelligenz- und Zeitungsblatt von Hessen erscheint in Hersfeld erstmals. Am 25. Dezember stellt es sein Erscheinen wieder ein.
- 14. Mai: Deutsche Währungsgeschichte vor 1871: Kursachsen und die ernestinischen Fürstentümer führen den Konventionsmünzfuß für ihren Bereich ein.
- 25. Mai: Johann Anton Lucius erhält in Erfurt das Bürgerrecht als selbständiger Kaufmann. Im selben Jahr gründet er das Textilunternehmen Joh. Anton Lucius und beginnt den Handel mit Baumwollwaren.
- 13. Juli: Die Königliche Dänische Ackerakademie wird gegründet.
- 29. August: Im Berlepschen Haus wird die erste Messe Kassel eröffnet.
- 9. September: Carl Gottlob Beck gründet und in Nördlingen den späteren Verlag C. H. Beck und erweitert seine Druckerei um eine Buchhandlung.
- 19. September: Friedrich der Große gründet die Königliche Porzellan-Manufaktur Berlin.
- Das Handelshaus Löbbecke aus Iserlohn eröffnet eine Niederlassung in Braunschweig.

### Wissenschaft und Technik

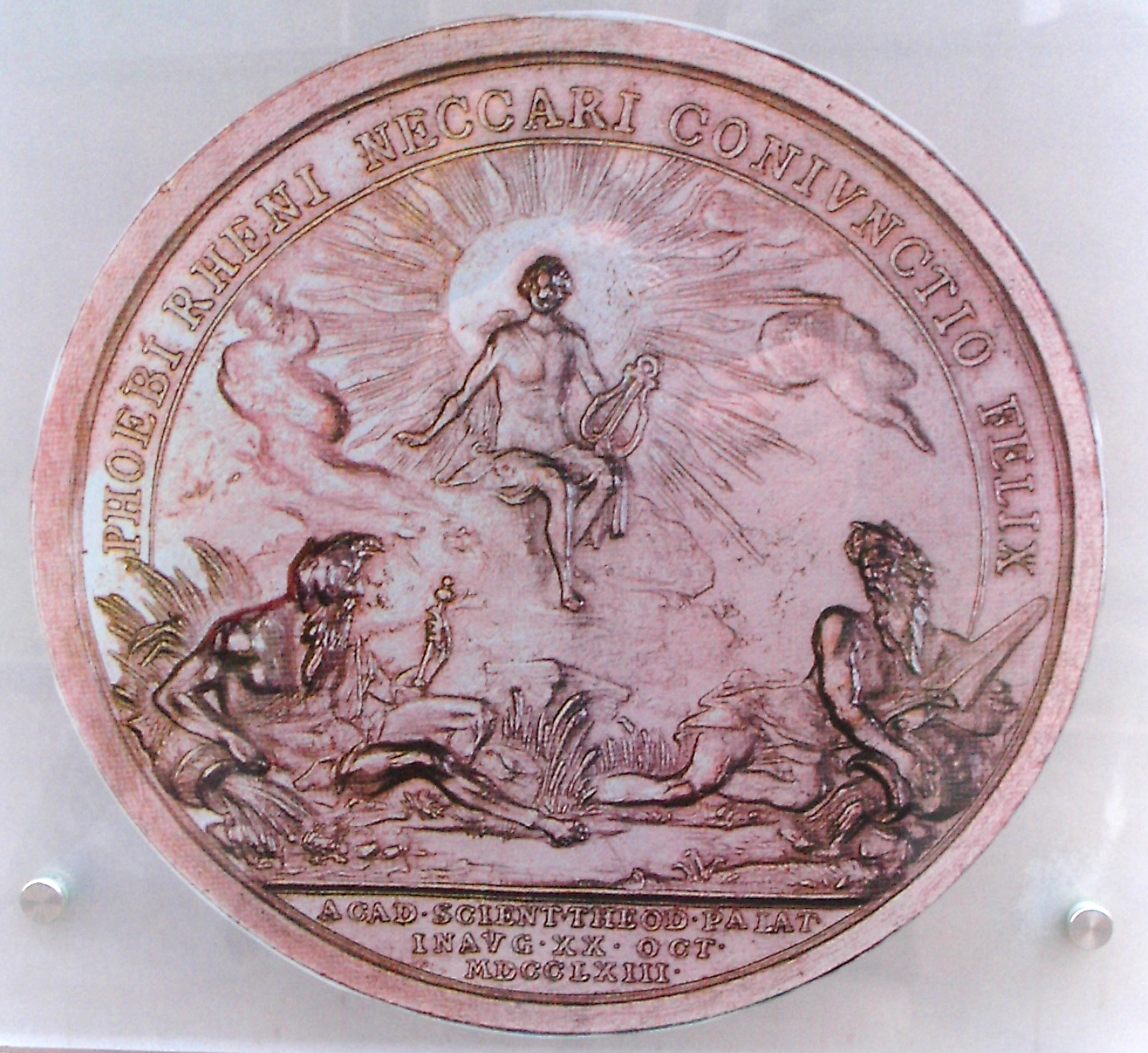
Gedenkmedaille zur Gründung der Kurpfälzischen Akademie der Wissenschaften, 1763

- Mit Erlass vom 15. Oktober stiftet Kurfürst Karl Theodor von der Pfalz auf Anregung des elsässischen Gelehrten Johann Daniel Schöpflin die Kurpfälzische Akademie der Wissenschaften mit Sitz in Mannheim. Die Gründungssitzung findet am 20. Oktober statt und wird vom kurpfälzischen Obersthofmeister Karl Anton Hyacinth von Gallean in Vertretung des Kurfürsten eröffnet.

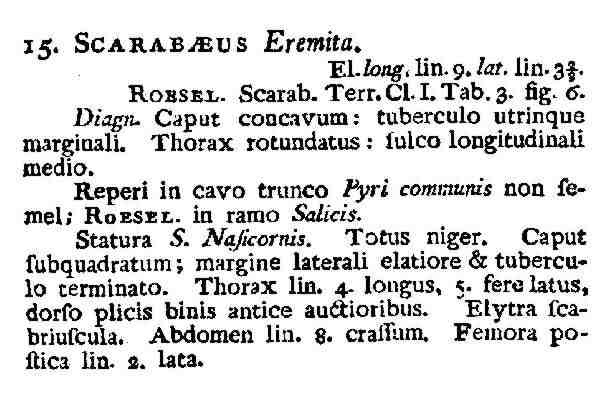
Erstbeschreibung des Eremiten

- Der österreichische Arzt und Naturforscher Giovanni Antonio Scopoli führt die Erstbeschreibung der Käferart Eremit durch.
- Der französische Astronom Nicolas Louis de Lacaille teilt das antike Sternbild Argo Navis in drei separate Konstellationen ein: das Achterdeck des Schiffs (Puppis), das Segel des Schiffs (Vela) und der Kiel des Schiffs (Carina).
- Der Astronom Charles Mason und der Geometer Jeremiah Dixon beginnen wegen Grenzstreitigkeiten mit der Vermessung der Grenze zwischen den Kolonien Pennsylvania und Maryland. Die Vermessung wird bis 1767 dauern, die Mason-Dixon-Linie ist noch heute die Grenze zwischen den beiden Staaten.

### Kultur
| Kultur                                                                     | Kultur |
| -------------------------------------------------------------------------- | ------ |
| - Spätbarock - Rokoko - Zopfstil - Aufklärung in der Literatur (seit 1720) |        |

- 6. April: Das Palais Royal, Sitz der Pariser Oper, brennt vollständig aus.
- 9. Juni: Leopold Mozart unternimmt mit seinen Kindern Wolfgang und Nannerl eine neuerliche Konzertreise durch Europa.
- Die Erstfassung von Carlo Goldonis Prosakomödie Il Ventaglio (Der Fächer) wird in Paris uraufgeführt. Da sie aus verschiedenen Gründen nicht den erwarteten Erfolg in der fremden Umgebung hat, überarbeitete Goldoni sie in den nächsten zwei Jahren neu.
- Der Kupferstecher John Spilsbury aus England klebt Landkartendrucke auf dünne Mahagonibretter. Er zersägt sie anschließend und bietet sie als „Lehrmittel zur Erleichterung des Erdkundeunterrichts“ an. Sein Produkt ist die Vorstufe zum Puzzle.

### Gesellschaft
- 12. August: Das Königlich-Preußische-General-Landschul-Reglement legt die Dauer der Schulzeit in der Volksschule auf acht Jahre fest.

### Religion

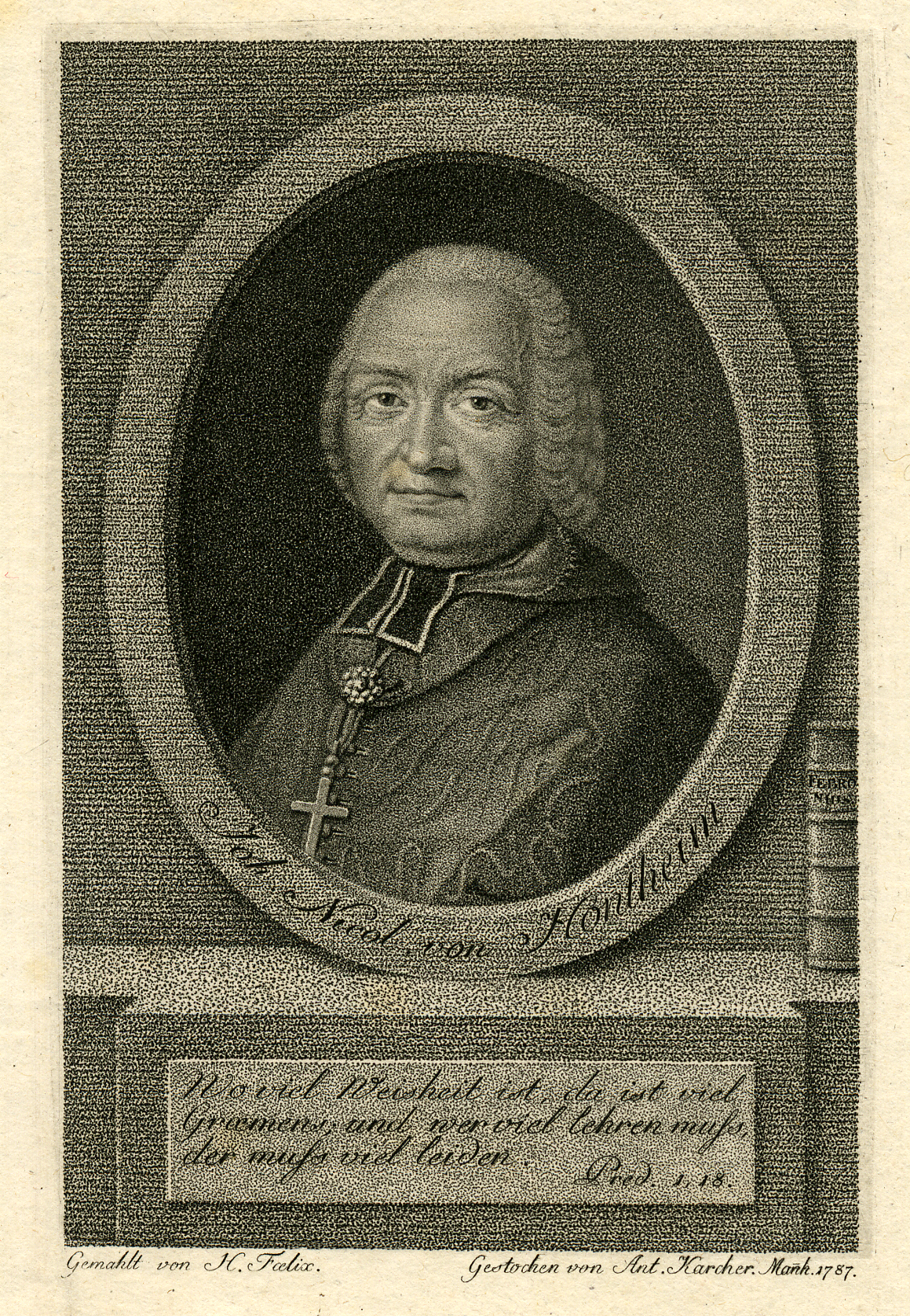
Johann Nikolaus von Hontheim

- Der Trierer Weihbischof Johann Nikolaus von Hontheim fordert in dem unter dem Pseudonym „Justinus Febronius“ verfassten Buch De statu ecclesiae et legitima potestate Romani pontificis liber singularis eine katholische, deutsche Nationalkirche und begründet damit den Febronianismus. Das Werk, das er dem Papst selbst gewidmet hat, in dem er jedoch die Stellung des Papstes selbst kritisiert, wird im folgenden Jahr auf den Index Librorum Prohibitorum gesetzt und verbrannt.
- Das Salvatorianerkloster Gottesberg wird gegründet.

### Sport
In den Fens von Cambridgeshire wird der erste bekannte Eislauf-Wettkampf durchgeführt. Teilnehmer sind zwei Läufer aus dem englischen Adel, der Sieger erhält ein Preisgeld von 10 Guineen. Die Laufstrecke ist laut Berichten rund 15 Meilen lang und der Gewinner benötigt dafür 46 Minuten. Später entwickeln sich daraus die Fen Skating Wettbewerbe, die bis etwa 1890 durchgeführt werden.

## Historische Karten und Ansichten

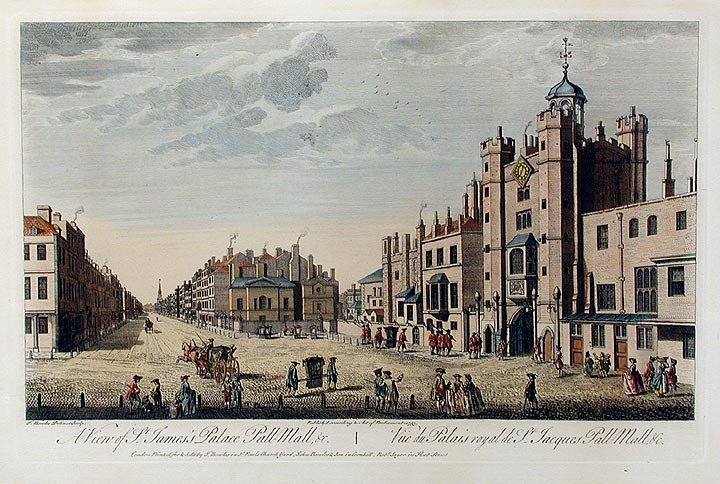
Thomas Bowles:
London, St. James Palace, Pall Mall etc.

## Geboren

### Erstes Quartal
- 01. Januar: Leopold Wilhelm von Dobschütz, preußischer General der Kavallerie, Militärgouverneur der Rheinprovinzen und von Breslau († 1836)
- 03. Januar: Joseph Fesch, französischer Kardinal, Erzbischof von Lyon († 1839)
- 08. Januar: Jean-Baptiste Drouet, französischer Postmeister und Revolutionär († 1824)
- 08. Januar: Edmond-Charles Genêt, französischer Diplomat († 1834)
- 08. Januar: Gerhard Vieth, deutscher Turnpädagoge († 1836)
- 10. Januar: Joseph Lagrange, französischer General († 1836)
- 15. Januar: François-Joseph Talma, französischer Schauspieler († 1826)
- 16. Januar: Franz von Walsegg, österreichischer Adeliger und Hobbykomponist, Auftraggeber für Mozarts Requiem († 1827)
- 21. Januar: Augustin Robespierre, Politiker während der französischen Revolution († 1794)
- 22. Jänner: Johann Gabriel von Chasteler, österreichischer General († 1825)
- 24. Januar: Alexandre Andrault de Langeron, russischer General, Gouverneur der Krim und Generalgouverneur von Neurussland († 1831)

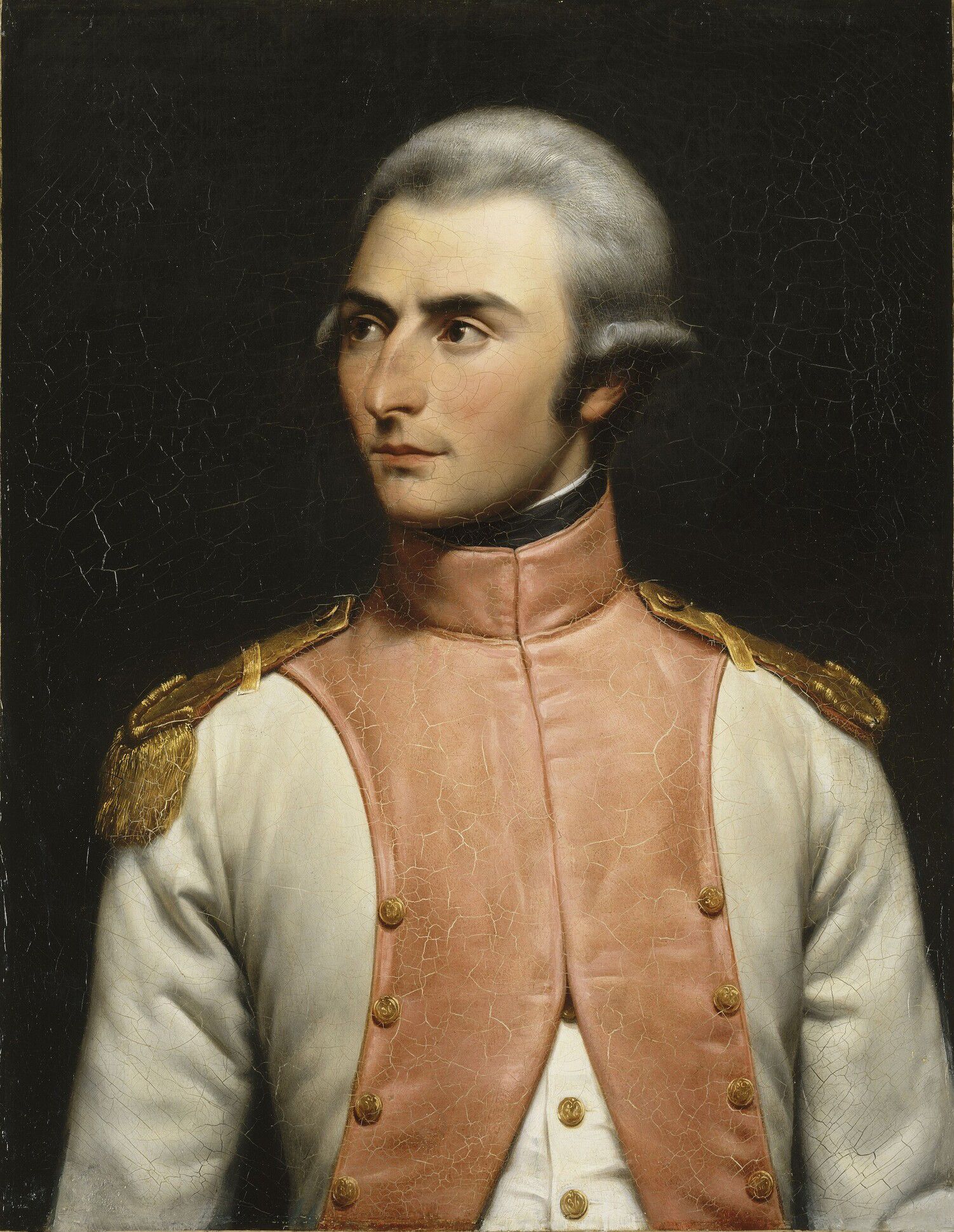
Jean-Baptiste Bernadotte (1792)

- 26. Januar: Jean-Baptiste Bernadotte, französischer General und als Karl XIV. Johann König von Schweden und Norwegen († 1844)
- 29. Januar: Johann Gottfried Seume, deutscher Schriftsteller und Dichter († 1810)
- 30. Januar: Meinrad Dreher, deutscher Orgelbauer († 1838)
- 01. Februar: José Cienfuegos, spanischer Offizier, Gouverneur von Kuba und Kriegsminister von Spanien († 1825)
- 09. Februar: Buckner Thruston, US-amerikanischer Politiker († 1845)
- 14. Februar: Jean-Victor Moreau, französischer General († 1813)
- 14. Februar: Johann Martin Usteri, Schweizer Dichter († 1827)
- 17. Februar: Aloys Joseph Adam, deutscher Jurist († 1825)
- 17. Februar: Christian Friedrich Möller, deutscher evangelischer Geistlicher, Schriftsteller und Historiker († 1825)

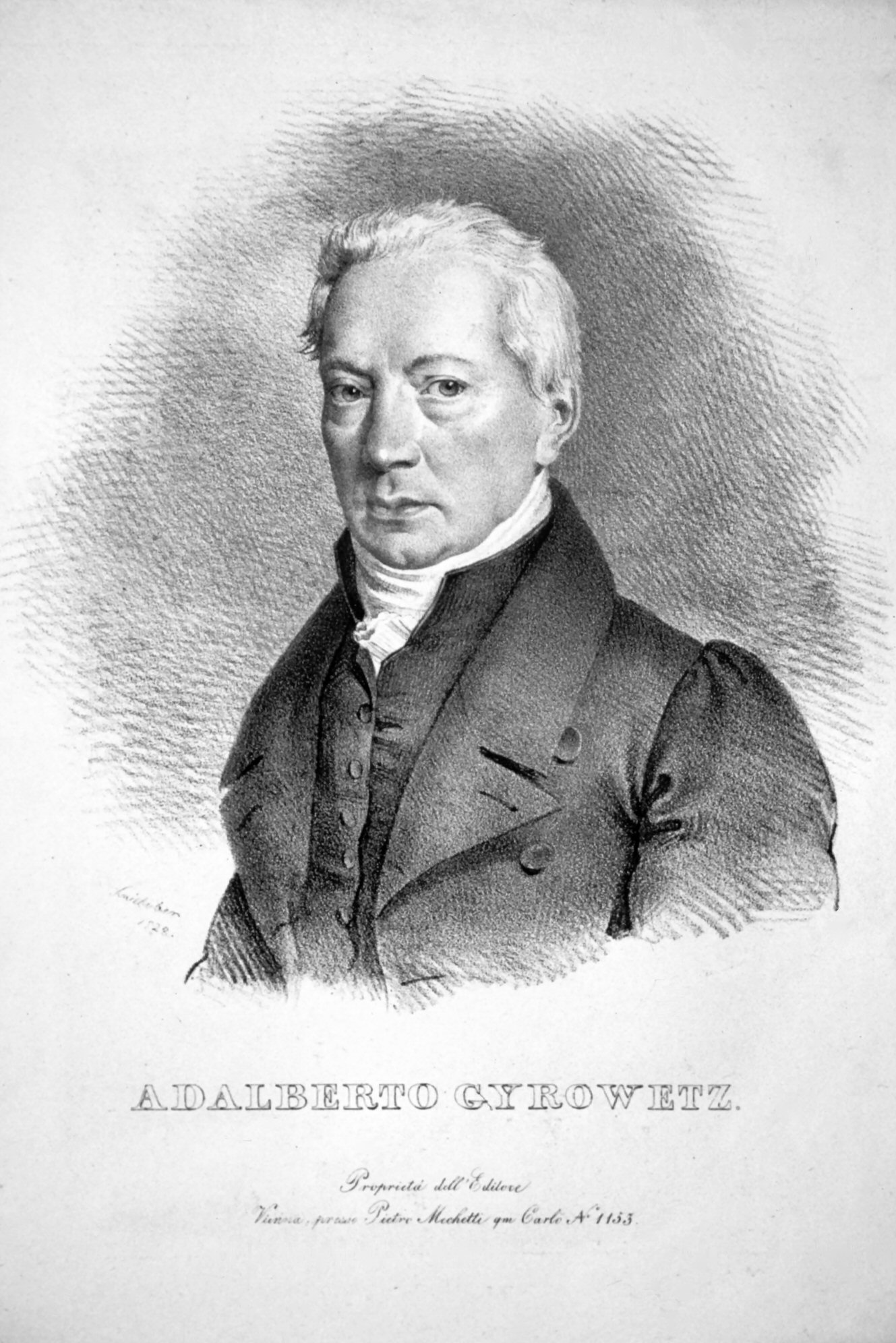
Adalbert Gyrowetz (1763–1850)

- 19. Februar: Adalbert Gyrowetz, österreichischer Komponist († 1850)
- 02. März: Joseph von Utzschneider, deutscher Techniker († 1840)
- 03. März: Georg Christian Benedikt Ackermann, deutscher Theologe, Pädagoge, Pfarrer und Hofprediger († 1833)
- 06. März: Jean-Xavier Lefèvre, Schweizer Komponist und Musikpädagoge († 1829)
- 09. März: William Cobbett, englischer Schriftsteller († 1835)
- 10. März: Johann Christoph Arnold, sächsischer Verleger, Buchhändler und Kommunalpolitiker († 1847)
- 12. März: Martin Chittenden, US-amerikanischer Politiker († 1840)
- 13. März: Guillaume-Marie-Anne Brune, Marschall von Frankreich († 1815)
- 15. März: Georg Ludwig Collins, deutscher evangelischer Geistlicher († 1814)
- 15. März: James Wilson, US-amerikanischer Farmer und Hersteller von Globen († 1855)
- 18. März: Friedrich Gottlob Hayne, deutscher Botaniker, Apotheker und Hochschullehrer († 1832)
- 20. März: Christian Karl André, deutscher Pädagoge und Landwirt († 1831)
- 21. März: Jean Paul, deutscher Schriftsteller († 1825)
- 22. März: Franz Ferdinand von Druffel, Medizinprofessor in Münster, Gutachter von Anna Katharina Emmerick († 1857)
- 23. März: Fjodor Wassiljewitsch Rostoptschin, russischer General und Minister († 1826)
- 28. März: Eberhard Ernst Gotthard von Vegesack, schwedischer General († 1818)

### Zweites Quartal
- 04. April: Ernst Christoph Friedrich von Auer, preußischer Kriegs- und Domänenrat († 1799)
- 07. April: Domenico Dragonetti, italienischer Kontrabassist und Komponist († 1846)
- 21. April: François Athanase de Charette de la Contrie, französischer Marineoffizier († 1796)
- 22. April: Magdalena Margaretha Tischbein, deutsche Blumenmalerin († 1846)
- 23. April: Karl Friedrich Hipp, deutscher Pädagoge und Mathematiker († 1838)
- 25. April: Isaac Wilbour, US-amerikanischer Politiker († 1837)
- 29. April: Friedrich, Herzog von Sachsen-Hildburghausen und Sachsen-Altenburg († 1834)
- 05. Mai: Johann Michael Petzinger, hessen-darmstädtischer Soldaten- und Hofmaler sowie Ingenieur († 1833)
- 06. Mai: Johan David Åkerblad, schwedischer Diplomat, Paläograf und Orientalist († 1819)
- 07. Mai: Józef Antoni Poniatowski, polnischer General, Marschall von Frankreich († 1813)
- 10. Mai: Johann Gottlieb Blümner, deutscher Beamter († 1837)
- 15. Mai: Franz Danzi, deutscher Komponist († 1826)
- 16. Mai: Louis-Nicolas Vauquelin, französischer Apotheker und Chemiker († 1829)
- 17. Mai: Pierre-Auguste Adet, französischer Arzt und Chemiker († 1834)
- 20. Mai: William Wellesley-Pole, irisch-britischer Marineoffizier, Politiker, Münzmeister und Generalpostmeister († 1845)
- 24. Mai: Robert Adair, englischer Diplomat († 1855)
- 24. Mai: Pierre-Gaspard Chaumette, französischer Revolutionär († 1794)
- 01. Juni: Antonio Dall’Occa, italienischer Kontrabassist († 1846)
- 03. Juni: Gottlieb Friedrich Abel, deutscher Kupferstecher und Botaniker († 1820)
- 13. Juni: José Bonifácio de Andrada e Silva, brasilianischer Mineraloge und Staatsmann († 1838)
- 14. Juni: Johann Simon Mayr, deutscher Komponist und Musiklehrer († 1845)
- 15. Juni: Kobayashi Issa, japanischer Haiku-Dichter († 1828)
- 19. Juni: Pedro Agar y Bustillo, spanischer Marineoffizier und Regent († 1822)
- 20. Juni: Gabriel Lory der Ältere, Schweizer Landschaftsmaler, Radierer und Aquarellist († 1840)
- 20. Juni: Theobald Wolfe Tone, irischer Rechtsanwalt, Anführer der irischen Unabhängigkeitsbewegung († 1798)
- 22. Juni: Étienne-Nicolas Méhul, französischer Komponist († 1817)
- 22. Juni: Johannes Lämmerer, deutscher Volksdichter († 1831)
- 23. Juni: Justus Arnemann, deutscher Medizinprofessor und Chirurg († 1806)

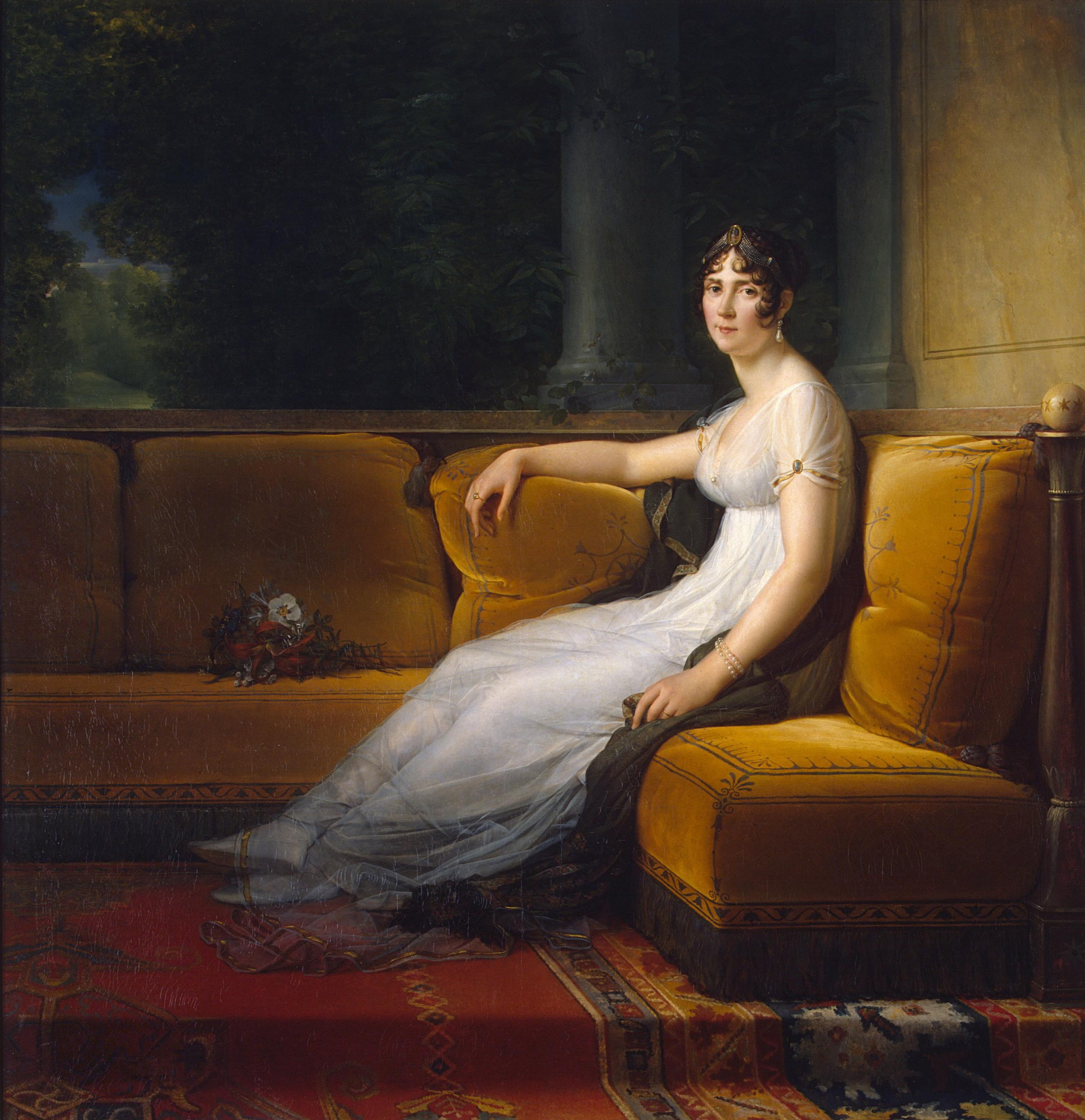
Joséphine de Beauharnais
(Gemälde von François Gérard)

- 23. Juni: Joséphine de Beauharnais, Kaiserin der Franzosen, Ehefrau Napoleon Bonapartes († 1814)

### Drittes Quartal
- 02. Juli: Peter Ritter, deutscher Komponist, Kapellmeister und Cellist († 1846)
- 15. Juli: Roger Hale Sheaffe, britischer General († 1851)
- 17. Juli: Johann Jakob Astor, deutscher Emigrant, reichster Mann seiner Zeit in Amerika († 1848)
- 22. Juli: Johann Heinrich Ramberg, deutscher Maler und Zeichner († 1840)
- 30. Juli: Gottlieb von Ehrhart, deutscher Mediziner († 1826)
- 08. August: Charles Bulfinch, US-amerikanischer Architekt († 1844)
- 11. August: Teresa Bandettini, italienische Dichterin († 1837)
- 15. August: Ernst Friedrich Ferdinand Robert, deutscher Maler und Hochschullehrer († 1843)
- 16. August: Frederick Augustus, Duke of York and Albany, britischer Feldmarschall, Fürstbischof von Osnabrück († 1827)
- 19. August: Johann Ludwig von Bourscheid, deutscher Rittergutsbesitzer, Offizier und Politiker († 1836)
- 24. August: Johannes Amon, deutscher Komponist und Musikverleger († 1825)
- 31. August: Andreas Stanislaus von Hatten, Bischof von Ermland († 1841)
- 02. September: Caroline Schelling, deutsche Schriftstellerin („femme de lettres“) († 1809)
- 11. September: Ignác Gyulay, Feldmarschall, Präsident des österreichischen Hofkriegsrates und Feldzeugmeister († 1831)
- 12. September: Phaungkaza Maung Maung, König des birmanischen Königreichs Ava († 1782)
- 24. September: Christian Ludwig Bachmann, deutscher Mediziner und Musikschriftsteller († 1813)
- 24. September: Ezra Butler, US-amerikanischer Politiker († 1838)
- 28. September: Johannes Schulthess, Schweizer evangelischer Geistlicher und Hochschullehrer († 1836)
- 30. September: Joseph von Baader, bayrischer Ingenieur († 1835)

### Viertes Quartal
- 02. Oktober: Thaddäus Müller, Schweizer Theologe († 1826)
- 07. Oktober: Erhard Adolf Matthiessen, deutscher Jurist, Kaufmann und Ratsherr († 1831)
- 10. Oktober: Xavier de Maistre, französischer Schriftsteller († 1852)
- 15. Oktober: Tani Bunchō, japanischer Maler und Dichter († 1841)
- 15. Oktober: Johann Georg Tralles, deutscher Mathematiker und Physiker († 1822)
- 19. Oktober: Franz Bernhard Meyer von Schauensee, Schweizer Staatsmann († 1848)
- 20. Oktober: Joachim Perinet, österreichischer Schauspieler und Schriftsteller († 1816)
- 27. Oktober: William Maclure, schottischer Geologe, Gelehrter und Philanthrop († 1840)
- 29. Oktober: Johann Jakob Meyer, Schweizer Offizier und Politiker († 1819)
- 30. Oktober: Heinrich Cotta, thüringischer Forstwissenschaftler († 1844)
- 30. Oktober: Georg Karl von Sutner, deutscher Beamter († 1837)
- 31. Oktober: Wilhelm Arnold Günther, deutscher Weihbischof († 1843)
- 07. November: Friedrich August von Staegemann, deutscher Politiker († 1840)
- 10. November: František Martin Pecháček, tschechischer Komponist († 1816)
- 14. November: Stanley Griswold, US-amerikanischer Politiker († 1815)
- 24. November: Charles Meynier, französischer Maler († 1832)
- 25. November: Germain-Jean Drouais, französischer Maler († 1788)
- 29. November: Andreas Florian Meilinger, deutscher Philosoph und Benediktinermönch († 1837)
- 02. Dezember: Claude-Antoine Prieur, französischer Politiker, Offizier und Wissenschaftler († 1832)
- 03. Dezember: Jean-Alexandre-Guillaume Leresche, Schweizer evangelischer Geistlicher, Hochschullehrer und Politiker († 1853)
- 06. Dezember: Diderich Hegermann, erster norwegischer Kriegsminister († 1835)
- 09. Dezember: Nikolaus von Flüe, Schweizer Offizier in französischen Diensten und Landeshauptmann († 1839)
- 13. Dezember: Georg Dubislav Ludwig von Pirch, preußischer Generalleutnant († 1838)
- 23. Dezember: Georg Joseph Beer, Begründer der wissenschaftlich fundierten Augenheilkunde († 1821)
- 31. Dezember: Pierre de Villeneuve, französischer Admiral († 1806)

### Genaues Geburtsdatum unbekannt
- Carl Alberti, deutscher Beamter († 1828)
- Marcos Coelho Neto, brasilianischer Komponist († 1823)
- George Walker, US-amerikanischer Politiker († 1819)

## Gestorben

### Januar bis April
- 02. Januar: John Carteret, 2. Earl Granville, englischer Staatsmann (* 1690)
- 02. Januar: Mattias Alexander von Ungern-Sternberg, schwedischer Feld- und Landmarschall (* 1689)
- 03. Januar: Josep Antoni Martí, spanischer Komponist (* 1719)
- 11. Januar: Caspar Abel, deutscher Historiker und Dichter (* 1676)
- 11. Januar: Giovanni Benedetto Platti, italienischer Oboist und Komponist (* um 1697)
- 13. Januar: Johann Michael Hartung, deutscher Orgelbauer (* 1708)
- 27. Januar: Anton Ulrich, Herzog von Sachsen-Meiningen (* 1687)
- 27. Januar: Johann Theodor von Bayern, Bischof von Regensburg, Freising und Lüttich (* 1703)
- 29. Januar: Johan Ludvig, dänischer Kanzler, Kunst- und Literatursammler (* 1694)
- 29. Januar: Louis Racine, französischer Dichter (* 1692)

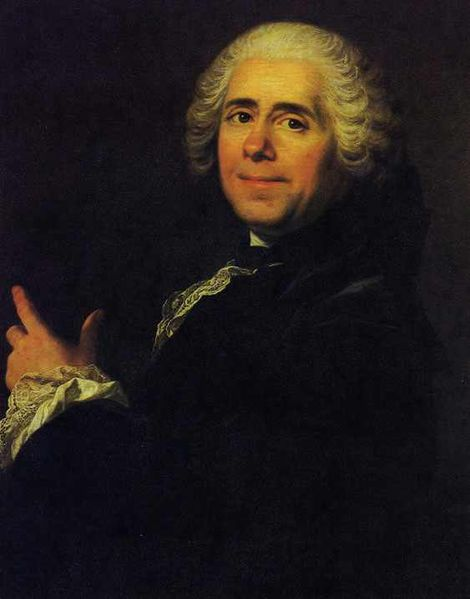
Pierre Carlet de Marivaux

- 02. Februar: Josias I., Graf von Waldeck-Bergheim (* 1696)
- 12. Februar: Pierre Carlet de Marivaux, französischer Schriftsteller (* 1688)
- 26. Februar: Friedrich, Markgraf von Brandenburg-Bayreuth (* 1711)
- 20. März: Maximilian Hellmann, österreichischer Cymbalist, Paukist und Komponist (* 1702)
- 23. März: Franz Guasco, österreichischer Feldzeugmeister (* 1711)
- 30. März: Ridolfino Venuti, italienischer Antiquar, Archäologe, Numismatiker und Kunsthistoriker (* 1705)
- 31. März: Marco Foscarini, 117. Doge von Venedig (* 1696)
- 02. April: Johann Georg Bschorer, deutscher Bildhauer (* 1692)
- 04. April: Richard Mudge, englischer Pfarrer und Komponist (* 1718)
- 07. April: Benedykt Chmielowski, polnischer Priester und Enzyklopädist (* 1700)
- vor 9. April: Georg Christoph Sturm, deutscher Architekt und erster Braunschweiger Hofbaumeister (* 1698)
- 13. April: Christian Zell, deutscher Cembalobauer (* um 1683)
- 16. April: Paul Wilhelm Schmid, deutscher Rechtswissenschaftler (* 1704)
- 18. April: Franz Anton Bustelli, Schweizer Bildhauer und Modellierer (* 1723)
- 24. April: Charles-Étienne Pesselier, französischer Autor, Poet, Fermier général und Enzyklopädist (* 1712)
- 27. April: Johann Georg Üblhör, deutscher Stuckateur und Bildhauer (* 1703)

### Mai bis August
- 03. Mai: George Psalmanazar, französischer Hochstapler (* 1679)
- 11. Mai: Natalja Fjodorowna Lopuchina, baltische Gouverneurstochter am russischen Hof (* 1699)
- 20. Mai: Georg Sebastian Urlaub, fränkischer Maler (* 1685)
- 24. Mai: Friedrich Karl von Hardenberg, hannoverscher Diplomat, Kriegspräsident und Gartenarchitekt (* 1696)
- 28. Mai: Jacob Hochbrucker, deutscher Harfenist, Zupfinstrumentenbauer, Geigenbauer und Lautenmacher (* um 1673)
- 28. Mai: Diego Silang, philippinischer Aufständischer (* 1730)
- 01. Juni: Johann Caspar Vogler, deutscher Organist und Komponist (* 1696)
- 02. Juni: Emanuel Christian Löber, deutscher Mediziner (* 1696)
- 04. Juni: Johann Friedrich Karl von Ostein, Erzbischof und Kurfürst von Mainz und Bischof von Worms (* 1689)
- 15. Juni: Joseph Maria von Thun und Hohenstein, Bischof von Gurk und Fürstbischof von Passau (* 1713)
- 22. Juni: Jean-Pierre de Bougainville, französischer Althistoriker (* 1722)
- 29. Juni: Hedvig Charlotta Nordenflycht, schwedische Dichterin (* 1718)
- 11. Juli: Peter Forsskål, schwedisch-/finnischer Naturkundler und Orientalist (* 1732)
- 16. Juli: Jacques-Martin Hotteterre, französischer Komponist und Flötist (* 1673)
- 09. August: Johann Daniel Hardt, deutscher Gambist und Komponist (* 1696)
- 12. August: Olof von Dalin, schwedischer Dichter, Schriftsteller, Satiriker und Historiker (* 1708)
- 12. August: Peter Gerwin von Franken-Siersdorf, Generalvikar im Erzbistum Köln (* 1702)
- 14. August: Giovanni Battista Somis, italienischer Violinist und Komponist (* 1686)
- 19. August: Karl August Friedrich, Fürst von Waldeck-Pyrmont (* 1704)
- 21. August: Richard Ward, Gouverneur der Colony of Rhode Islands and Providence Plantations (* 1689)
- 29. August: Georg Wilhelm Bauernfeind, deutscher Zeichner und Kupferstecher (* 1728)

### September bis Dezember
- 07. September: Georg Ludwig von Schleswig-Holstein-Gottorf, preußischer Generalleutnant und kaiserlich-russischer Generalfeldmarschall (* 1719)
- 12. September: Johann Joseph Couven, deutscher Architekt und Baumeister des Barock (* 1701)
- 13. September: Friedrich Wilhelm von Salmuth, preußischer Generalmajor (* 1693)
- 14. September: Johann Philipp Sack, deutscher Komponist und Tastenspieler (* 1722)
- 20. September: Gabriela Silang, philippinische Aufständische (* 1731)
- 26. September: John Byrom, englischer Schriftsteller (* 1692)
- 05. Oktober: August III., König von Polen und Großfürst von Litauen, als Friedrich August II. Kurfürst von Sachsen (* 1696)
- 11. Oktober: Maria Anna Victoria, Nichte und Haupterbin des Prinzen Eugen von Savoyen (* 1683)
- 22. Oktober: Frans van Mieris der Jüngere, niederländischer Genre- und Bildnismaler und Radierer (* 1689)
- 26. Oktober: Johann Moritz Gustav von Manderscheid-Blankenheim, Bischof im Bistum von Wiener Neustadt und im Erzbistum Prag (* 1676)
- 27. Oktober: Lorenz Natter, deutscher Edelsteinschleifer, Gemmenschneider und Medailleur (* 1705)
- 28. Oktober: Heinrich Graf von Brühl, sächsischer Premierminister (* 1700)
- 10. November: Joseph François Dupleix, französischer Generalgouverneur in Indien (* 1697)
- 23. November: Antoine-François Prévost, französischer Schriftsteller (* 1697)
- 23. November: Friedrich Heinrich von Seckendorff, kaiserlicher Feldmarschall und Diplomat (* 1673)

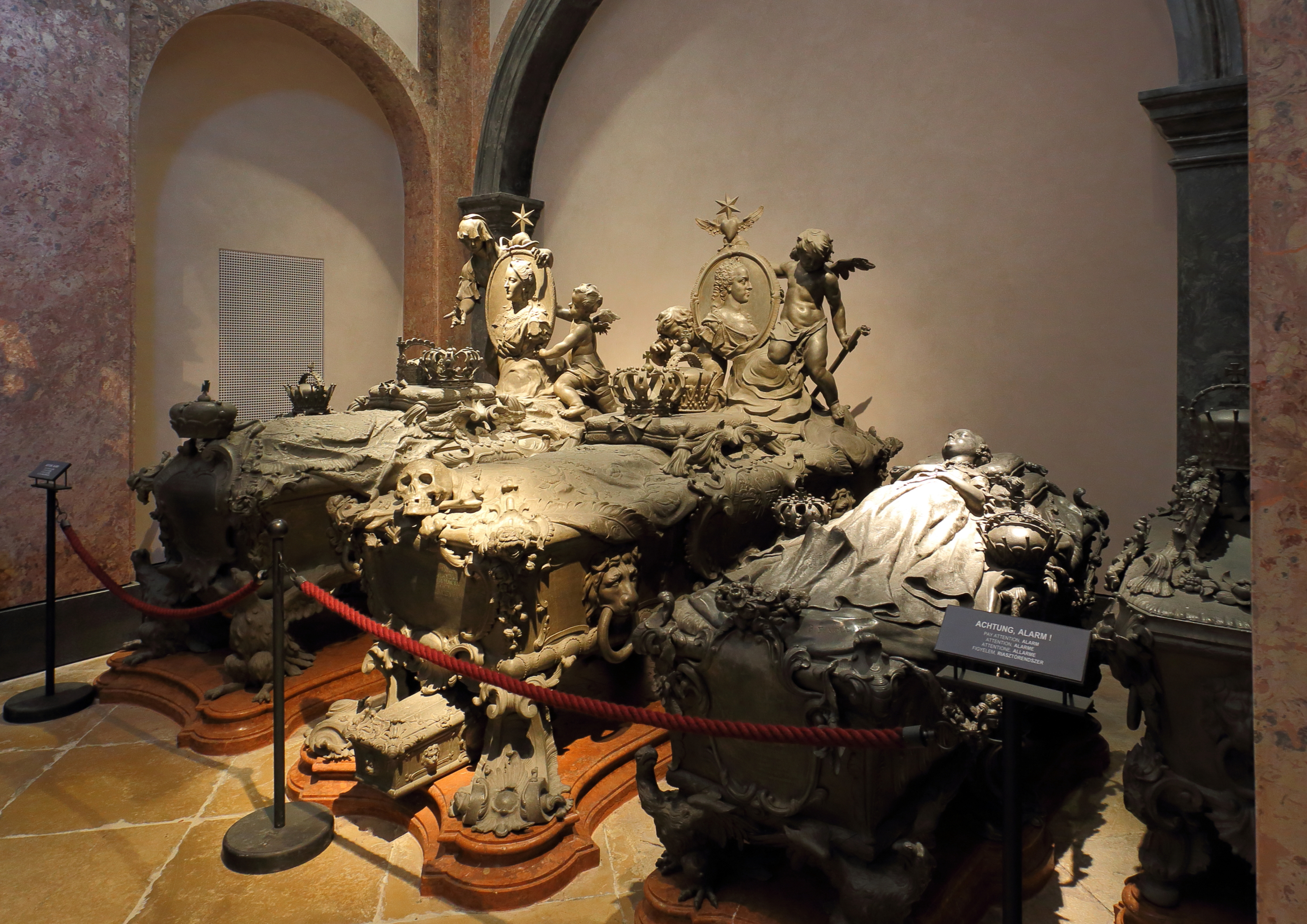
In der Bildmitte der Sarkophag von Isabella von Bourbon-Parma in der Kapuzinergruft, unter diesem, der ihrer am 22. November verstorbenen Tochter Christine

- 27. November: Isabella von Bourbon-Parma, Prinzessin von Bourbon-Parma und Erzherzogin von Österreich (* 1741)
- November: Giovanni Claudio Pasquini, italienischer Dichter und Librettist (* 1695)
- 09. Dezember: Ludwig von Aulack, preußischer Oberstleutnant (* 1706)
- 09. Dezember: Christian Gottlieb Buder, deutscher Jurist, Historiker und Bibliothekar (* 1693)
- 13. Dezember: Giuseppe Maria Buonaparte, korsischer Politiker und Großvater Napoleons I. (* 1713)
- 17. Dezember: Friedrich Christian, Kurfürst von Sachsen (* 1722)
- 17. Dezember: George Bogislaus Staël von Holstein, schwedischer Freiherr und Feldmarschall, Gouverneur von Malmöhus län und Kommandant von Malmö (* 1685)
- 25. Dezember: Suraj Mal, Maharaja von Bharatpur (* 1707)

### Genaues Datum unbekannt
- Johann Glocker, württembergischer Maler (* um 1690)